# Thomas Dufour
Thomas Dufour, né le 12 février 1973 à Chamonix, est un curleur français licencié au club de Chamonix où il tient le rôle de skip, il représente également l'équipe de France à plusieurs compétitions internationales où il tient le même rôle. Il est moniteur de ski en hiver et s'occupe d'un site touristique l'été.

## Biographie
Thomas Dufour débute au curling en 1990 et prend part aux championnats du monde juniors au début des années 1990. Avec l'équipe de France, il y remporte le titre de vice-champion du monde junior en 1992 à Oberstdorf et la médaille de bronze en 1993 à Grindelwald.
En 2002, il fait partie de l'équipe de France qui participe aux Jeux olympiques d'hiver de 2002 à Salt Lake City avec le club de Chamonix où l'équipe termine dernière. Il décrit cet événement comme « une superbe expérience qui [lui] a donné envie de continuer la discipline et de former une nouvelle équipe ». 
Dans les années 2000, il constitue donc une nouvelle équipe et réalise alors de bonnes performances, notamment aux championnats du monde 2008 où la France prend la cinquième place manquant de peu les demi-finales et se qualifie ensuite pour les Jeux olympiques d'hiver de 2010 de Vancouver, l'équipe de France est alors constituée de l'équipe de Chamonix avec Tony Angiboust, Richard Ducroz, Jan Henri Ducroz et Raphaël Mathieu.
Seul curleur français à avoir obtenu trois médailles mondiales, l’argent en juniors en 1992, le bronze dans la même discipline en 1993 et le bronze en 2011 (en double-mixte) en tant que coach.